# Destination X (2014)
L'édition 2014 de Destination X est une manifestation de catch professionnel télédiffusée et visible pour la seconde fois en direct sur la chaine Spike TV. Habituellement, Destination X est un PPV disponible uniquement en paiement à la séance. L'événement, produit par la Total Nonstop Action Wrestling, s'est déroulé le 26 juin 2014 et sera diffusé le 31 juillet 2014 au Manhattan Center à New York. Il s'agit de la dixième édition de Destination X.

## Contexte
Les spectacles de la Total Nonstop Action Wrestling en paiement à la séance sont constitués de matchs aux résultats prédéterminés par les scénaristes de la TNA. Ces rencontres sont justifiées par des storylines - une rivalité avec un catcheur, la plupart du temps - ou par des qualifications survenues dans les émissions de la TNA telles que Impact Wrestling et Xplosion. Tous les catcheurs possèdent un gimmick, c'est-à-dire qu'ils incarnent un personnage face (gentil) ou heel (méchant), qui évolue au fil des rencontres. Un pay-per-view comme Destination X est donc un évènement tournant pour les différentes storylines en cours.
Le 19 juin, Bobby Lashley a remporté le championnat du monde poids-lourds de la TNA après sa victoire sur Eric Young. Le lendemain lors des enregistrements d'Impact Wrestling diffusés le 10 juillet Austin Aries remporte le championnat de la division X en battant Sanada. Le 25 juin, Aries rend son titre afin d'utiliser l'option C qui lui donne le droit à un match pour le championnat poids-lourds à Destination X.
Le deuxième match phare de ce spectacle oppose The Wolves (Eddie Edwards et Davey Richards) aux Hardy Boyz (Matt et Jeff Hardy) marque le retour à la TNA de Matt Hardy.

## Matchs de la soirée
| #                                                                | Match                                                                                         | Stipulation                                                                    | Durée |
| ---------------------------------------------------------------- | --------------------------------------------------------------------------------------------- | ------------------------------------------------------------------------------ | ----- |
| 1                                                                | The Wolves (Eddie Edwards et Davey Richards) (c) battent The Hardys (Matt Hardy & Jeff Hardy) | Match simple pour le TNA World Tag Team Championship                           |       |
| 2                                                                | Low Ki bat DJ Zema Ion et Manik                                                               | Triple Threat match pour intégrer le match pour le TNA X Division Championship |       |
| 3                                                                | Sanada bat Brian Cage et Crazzy Steve                                                         | Triple Threat match pour intégrer le match pour le TNA X Division Championship |       |
| 4                                                                | Samoa Joe bat Homicide et Tigre Uno                                                           | Triple Threat match pour intégrer le match pour le TNA X Division Championship |       |
| 5                                                                | Lashley (c) bat Austin Aries                                                                  | Match simple pour le TNA World Heavyweight Championship                        |       |
| (c) désigne le(s) champion(s) défendant son titre dans le match. |                                                                                               |                                                                                |       |